# Проспект Тиграна Меца
Проспект Тиграна Меца (арм. Տիգրան Մեծի պողոտա) — улица Еревана, в центральном районе Кентрон и районе Эребуни. Проходит от площади Республики и за площадью Давида Сасунского имеет продолжением проспект Арцаха. Важная транспортная магистраль.
Современное название в честь армянского царя Тиграна Меца (Великого) (140 год до н. э. — 55 год до н. э.).

## История
Неоднократно меняла названия, в советское время, 1920—1930-е годы — Сотерн, в 1940 переименована в проспект Микояна, с 1957 года — Октябрьский проспект (Октемберян). Современное название с 1991 года.
В начале 1960-х годов в районе улицы на месте чёрного рынка было решено построить кинотеатр. После долгих обсуждений был принят проект архитекторов Артура Тарханяна, Спартака Хачикяна и Грача Погосяна. Строительство было завершено в 1974 году, новый кинотеатр получил название «Россия». Впоследствии носил название Айрарат. В 2004 году комплекс был приватизирован и перепрофилирован под торговый центр.
Район улицы рядом с улицей Фирдуоси реконструируется.

## Достопримечательности

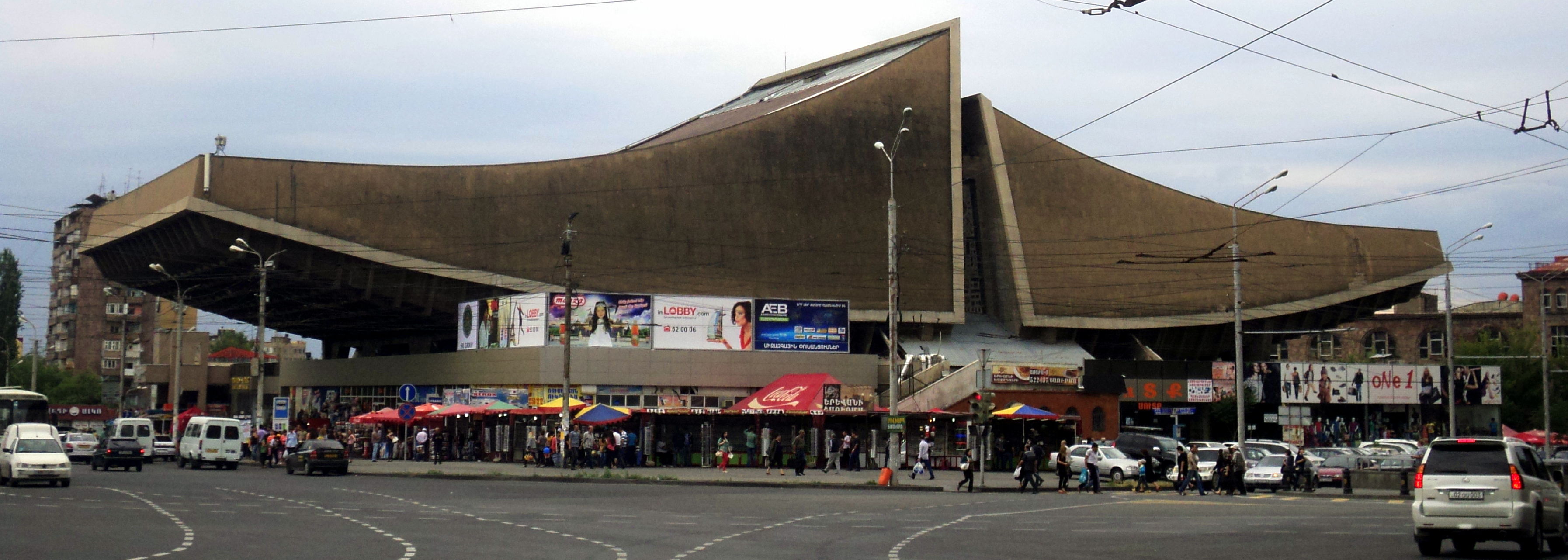
Торговый центр «Россия» на перекрестке Тиграна Меца и Агатангегоса

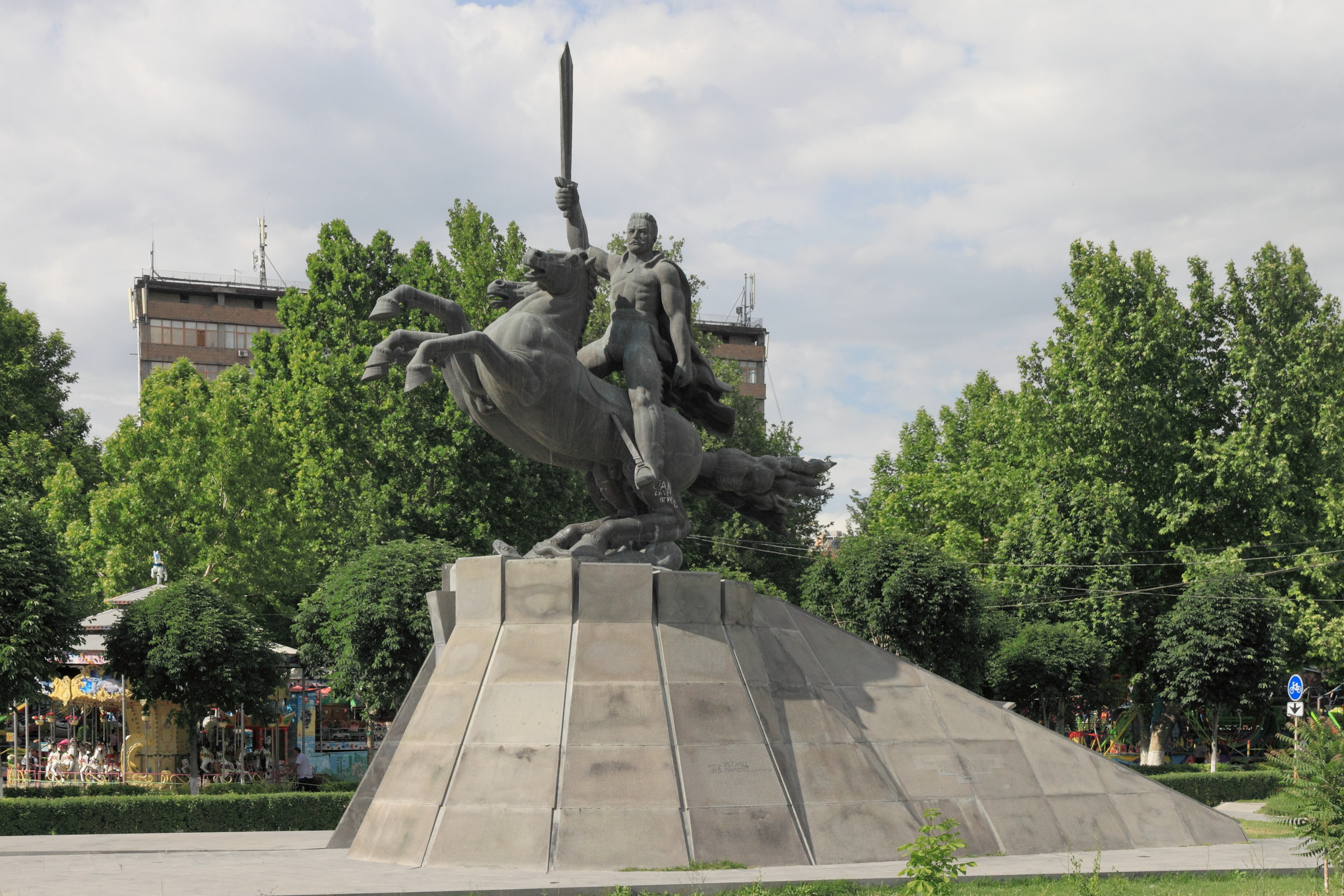
Памятник генералу Андранику Озаняну

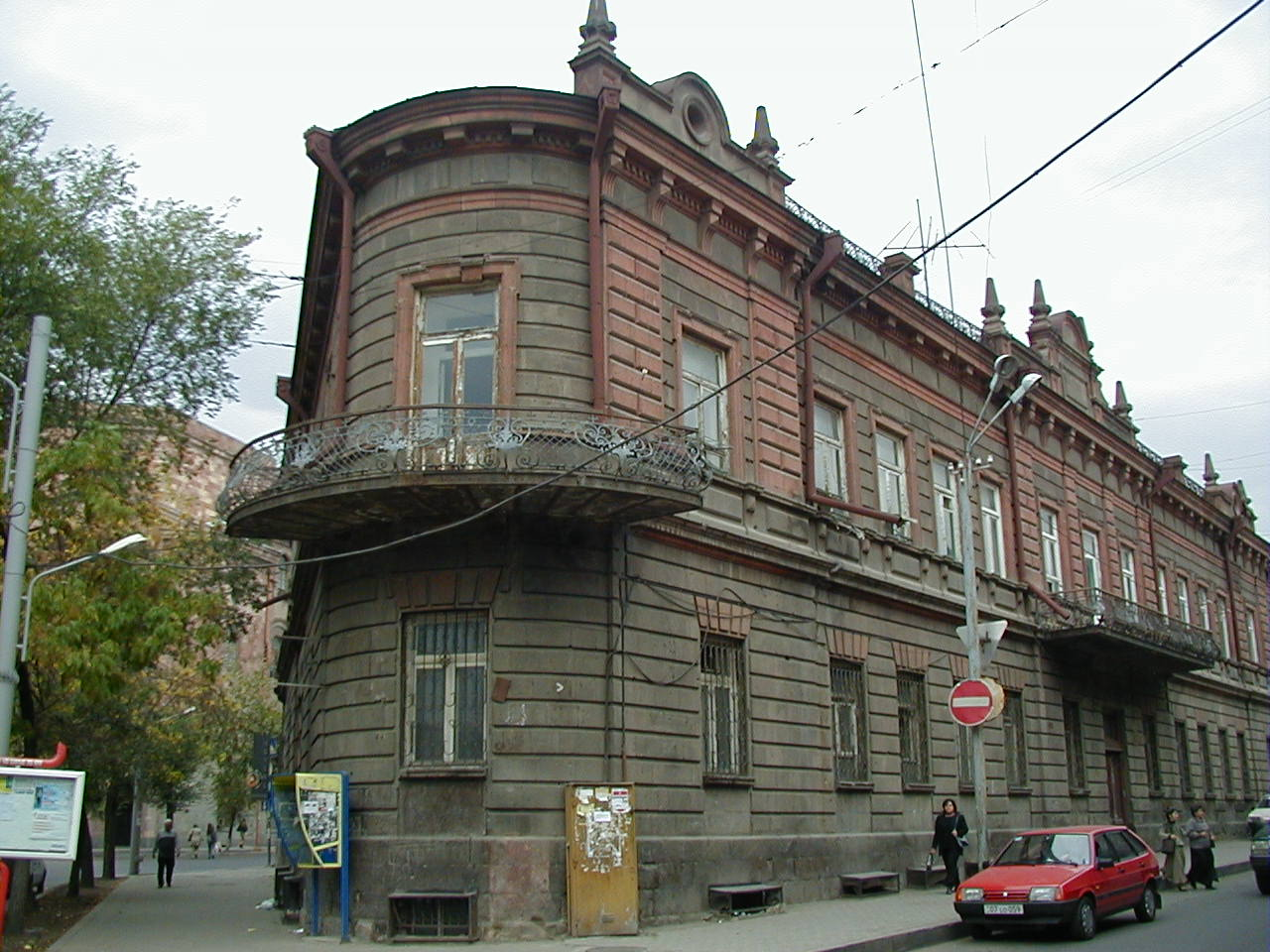
Бывшая резиденция губернатора

Памятник генералу Андранику Озаняну (1865—1927).
д. 14 — кинотеатр «Айрарат».
д. 17 — Армянский государственный педагогический университет имени Хачатура Абовяна.
Здание на углу с улицей Анрапетутян служило официальной резиденцией губернатора Ереванской губернии, здесь же жил он с семьей. В 1918—1920 гг. здание занимало правительство Демократической Республики Армения, после советизации Армении — Центральный исполнительный комитет.
д. 34 — Государственный музей природы Армении.

## Известные жители

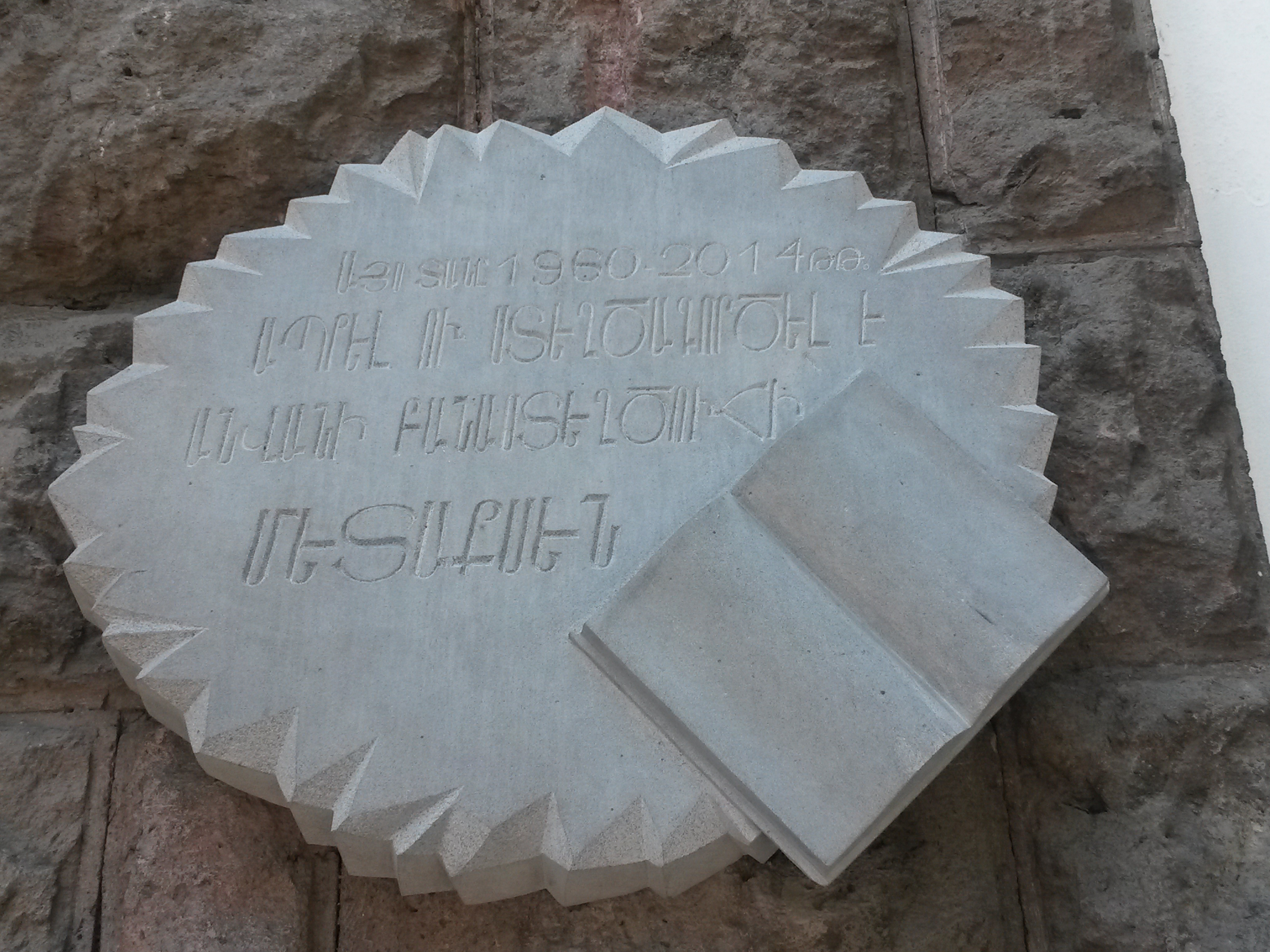
мемориальная доска Метаксэ

Погосян, Метаксэ Серобовна (Метаксэ, мемориальная доска)
д. 18 — Манвел Манвелян
д. 36а — Гедеон Авакьянц